# Собор Труа
Кафедральный собор Св. Петра и Св. Павла в Труа (фр. Cathédrale Saint-Pierre-et-Saint-Paul de Troyes) — готическая римско-католическая церковь в городе Труа (Шампань, Франция). Местоположение кафедры епископа Труа. Названа в честь святых Пётра и Павла. Собор включён в список исторических памятников Франции в 1862 году.

## История и архитектура
Местоположение нынешнего собора использовалось для религиозных зданий, по крайней мере, с IV века, когда на этом месте стоял ораторий. Собор был построен в IX веке, но был сильно поврежден вторжениями норманнов и был заменён в X веке, примерно с 940 года, когда епископ Мило построил на этом месте романский собор. Здание было местонахождением Собора Труа, который открылся 13 января 1129 года (иногда называемый Собором 1128 года), в котором был утверждён орден тамплиеров и установлено его правление. Романский собор был разрушен пожаром в 1188 году.
Строительство нынешнего готического собора было заказано около 1200 года епископом Гарнье де Траинелем и начато при епископе Эрве в 1208 году. Работа продолжалась до XVII века. У собора есть только одна башня, башня св. Петра. Башня Святого Павла на юге так и не была построена, и, таким образом, здание до сих пор фактически не достроено. Шпиль высотой 110 метров когда-то стоял над средокрестием: он был разрушен торнадо в 1365 году и поражён молнией в 1700 году, после чего не восстанавливался.
Структура собора пострадала от других стихийных бедствий: часть хора была разрушена во время урагана в 1228 году, а крыша была подожжена молнией в 1389 году.
Самая ранняя часть — хор XIII века. Сложный фасад датируется началом XVI века. Три главных портала — работа архитектора Мартена Шамбига. Собор избежал разрушения во время Великой французской революции, но был де-христианизирован и превращён в Храм Изобилия на несколько лет.
Собор известен своими исключительными витражами, датируемыми XIII—XIX веками, площадью 1500 м², а также великолепной сокровищницей, в которой, среди многих других важных произведений, находится гробница, или реликварий, святого Бернарда Клервоского и его ближайшего друга святого Малахия Ирландского.
Собор, содержащий неф, два главных прохода и два дополнительных вспомогательных прохода, имеет длину 114 метра и ширину 50 метров (поперек трансептов) с высотой от вершины свод 29,5 метра; высота купола и башни составляет 62,34 метра.

## События
В мае 1420 года в соборе был подписан Договор в Труа между английским королём Генрихом V, его союзником герцогом Бургундии Филиппом III и королевой Изабеллой, женой французского короля Карла VI Безумного, в результате чего престол Франции перешёл к Генриху после смерти Карла в обход законного наследника дофина (будущего Карла VII). Вскоре после этого Генрих женился на дочери французского короля Екатерине Валуа в Труа (в соборе или в церкви святого Иоанна).
В июле 1429 года Жанна д’Арк сопровождала дофина к мессе в соборе по пути к провозглашению его французским Карлом VII в Реймсском соборе, что противоречило ранее подписанному здесь же Договору в Труа.

## Галерея

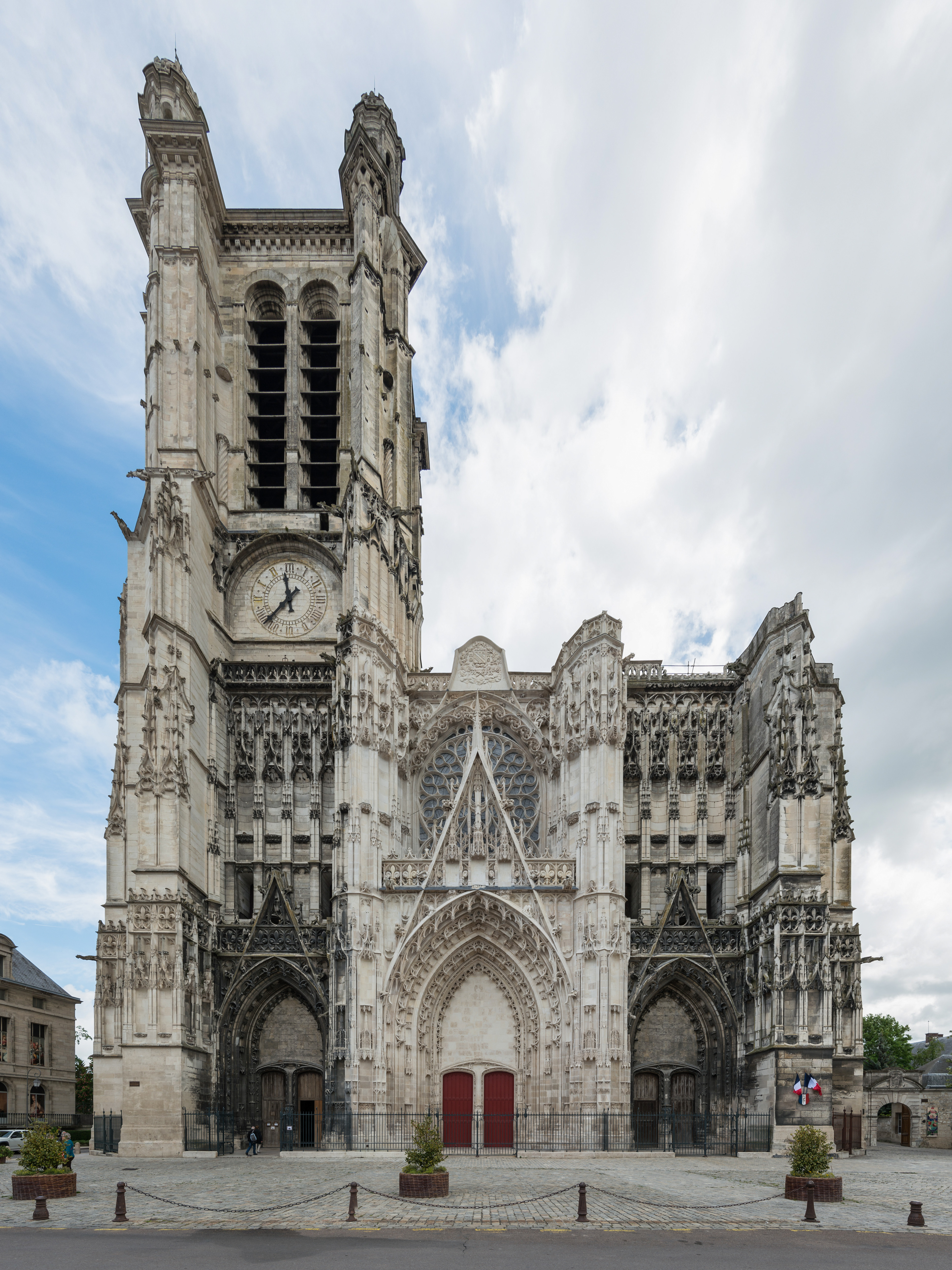
Вид на западный фронтон
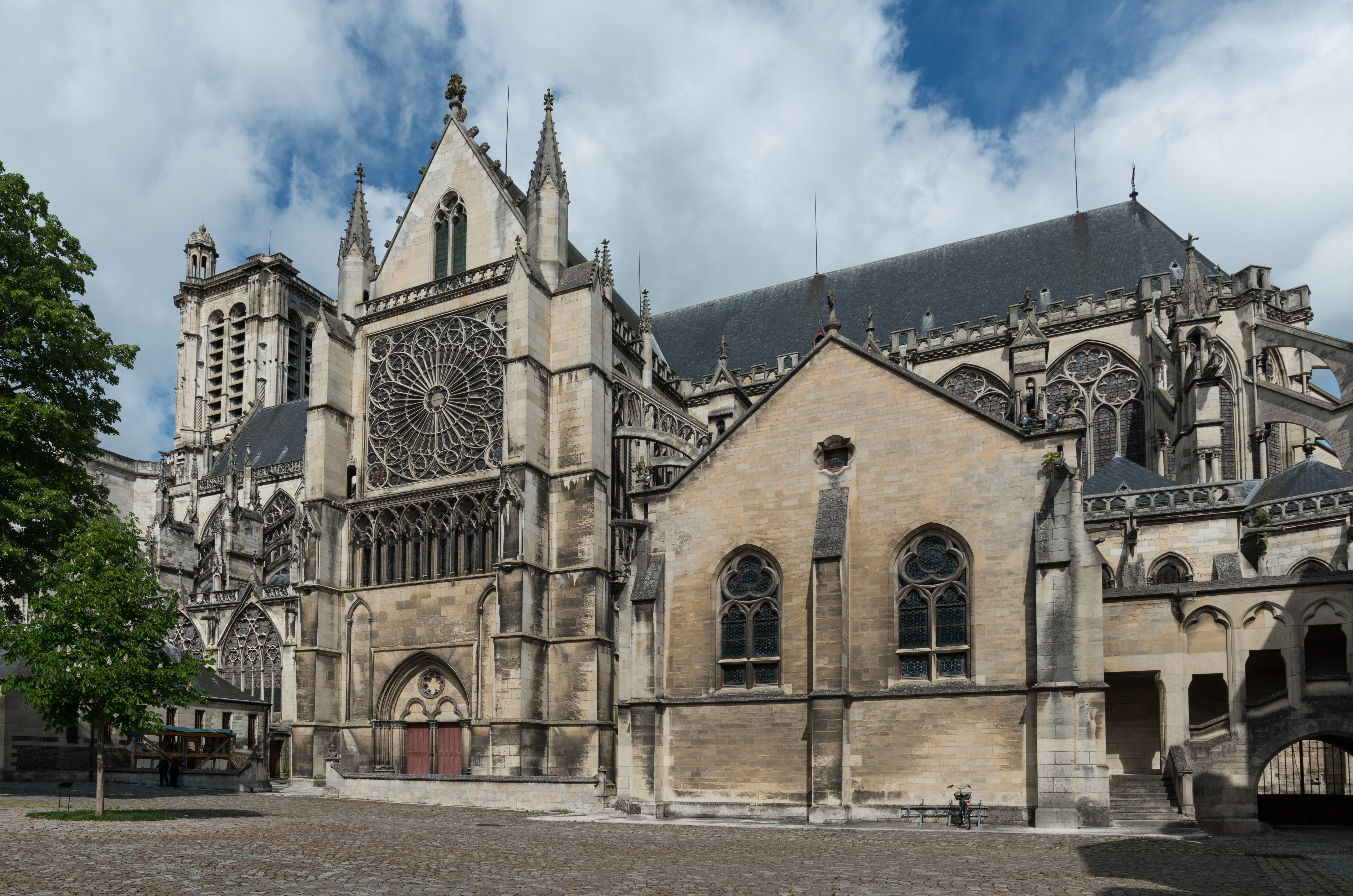
Вид с юга
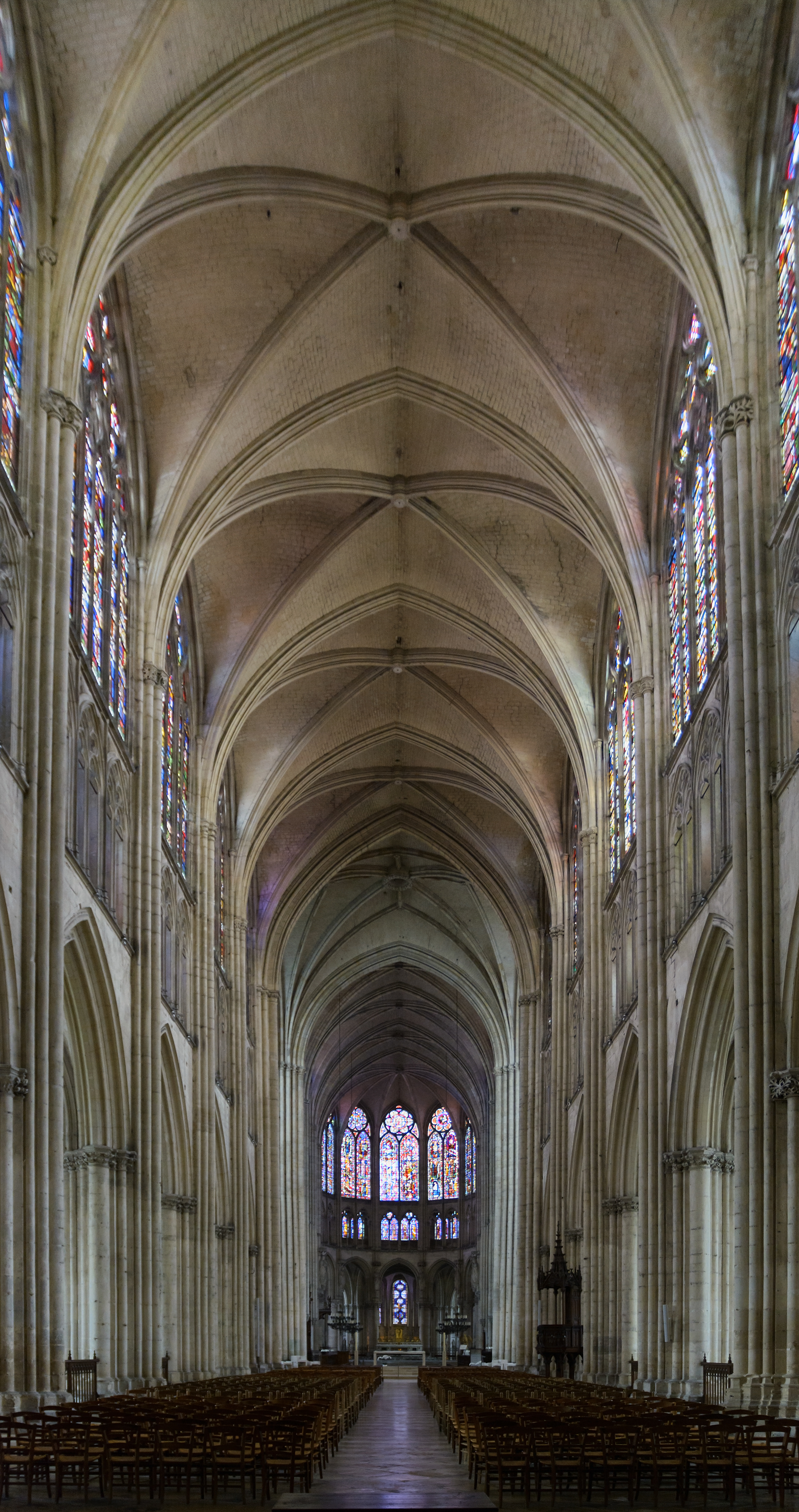
Внутренний вид на неф
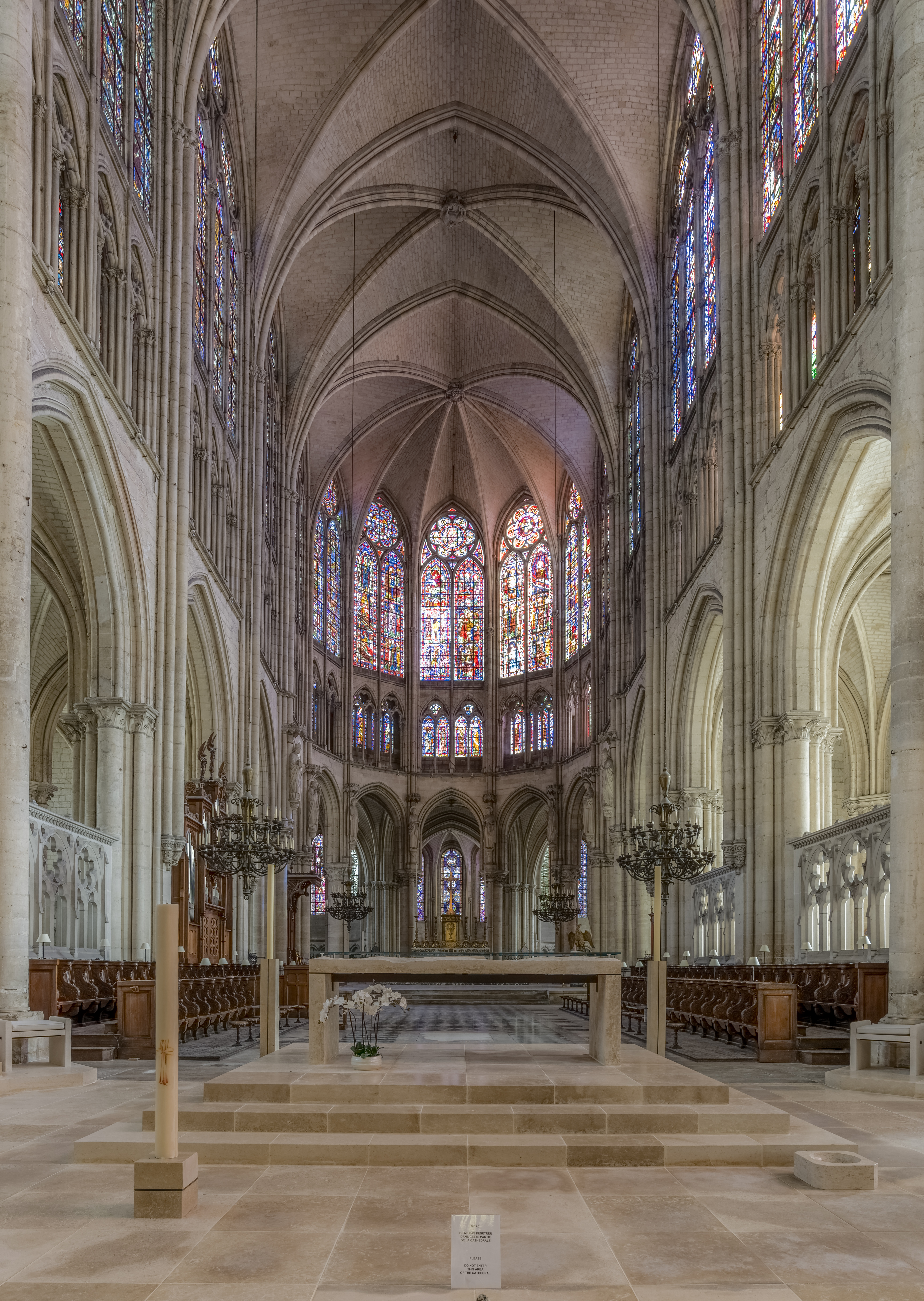
Алтарь и хоры
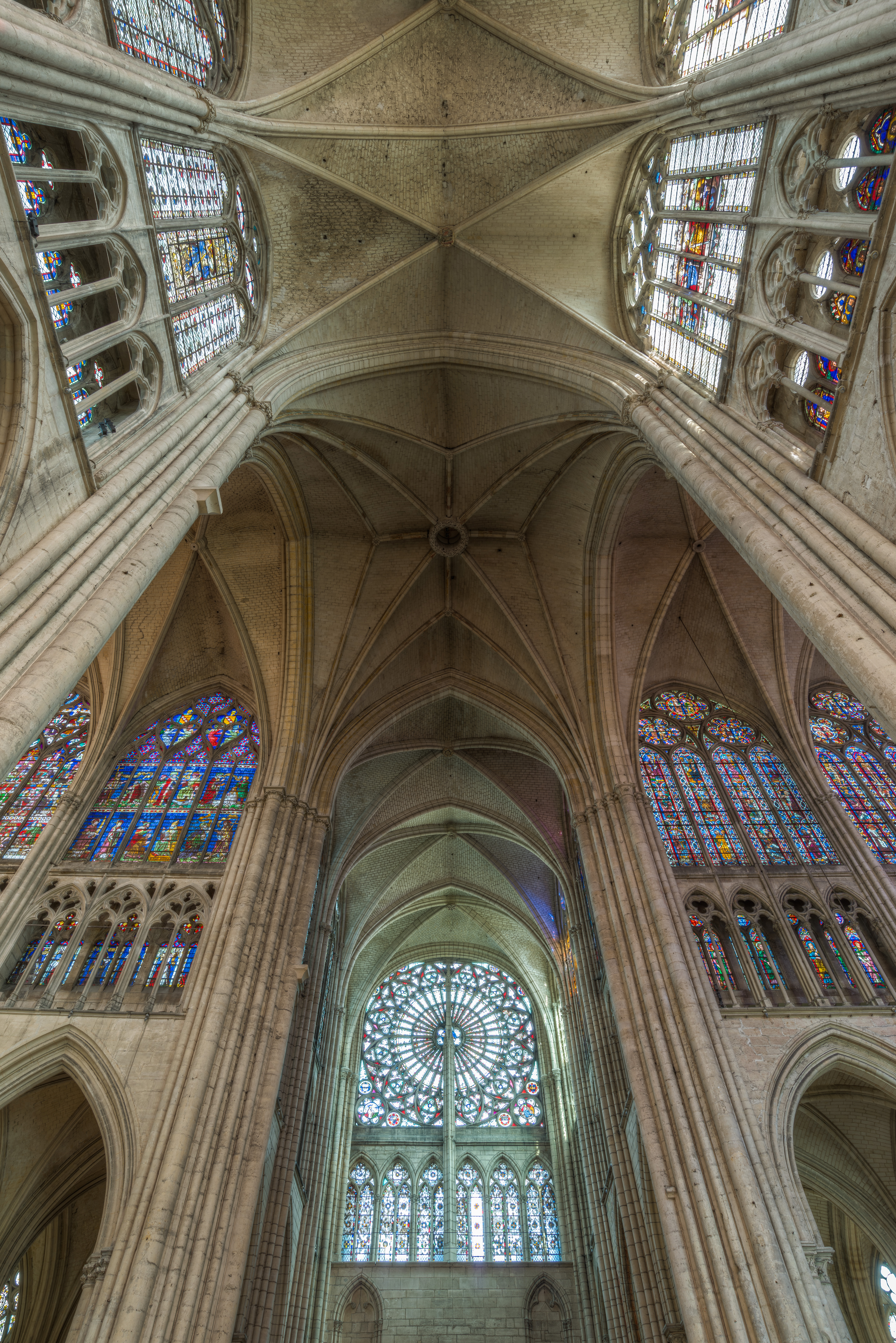
Средокрестие и трансепт
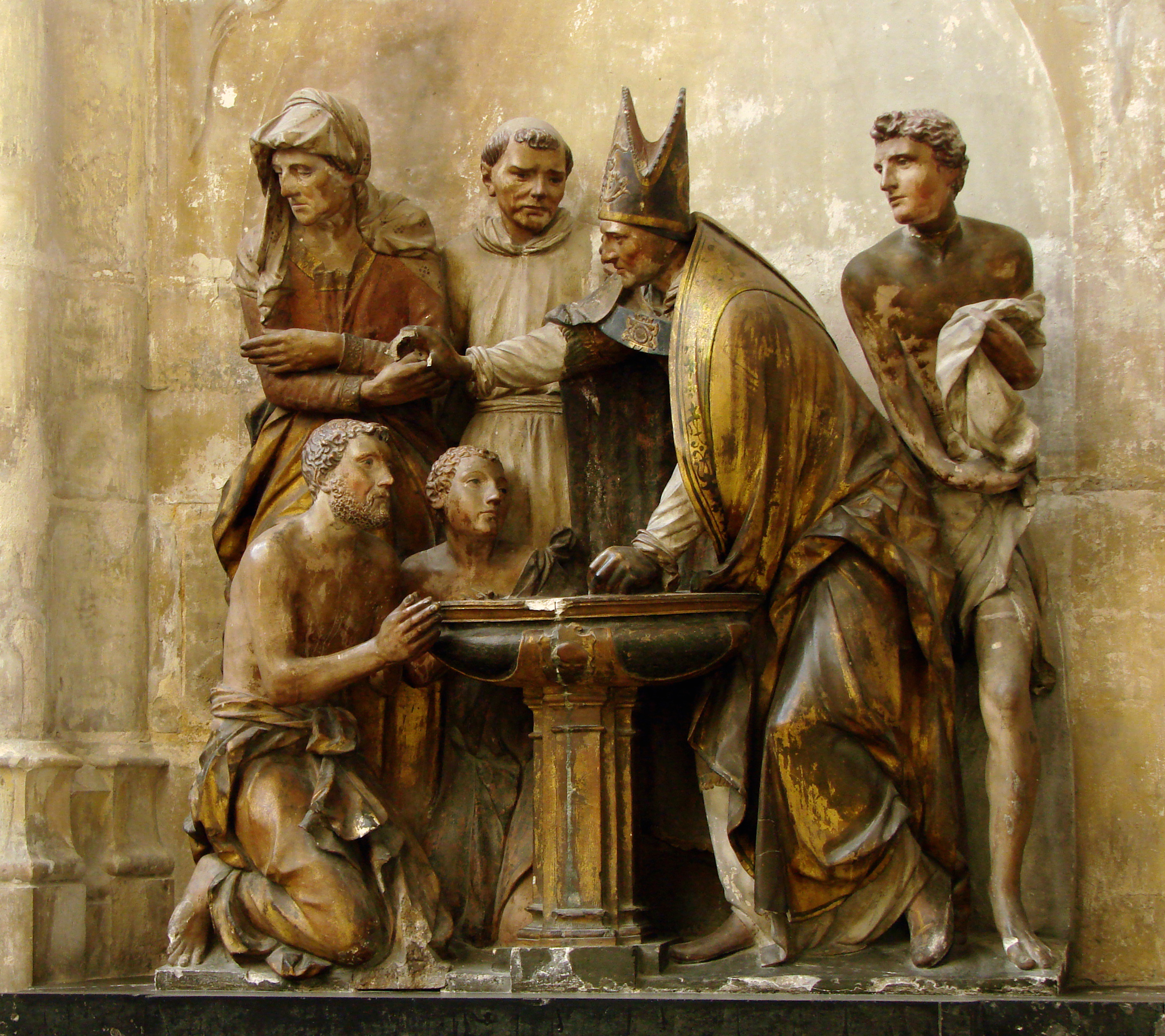
Скульптурное изображение крещения св. Августина (1549)
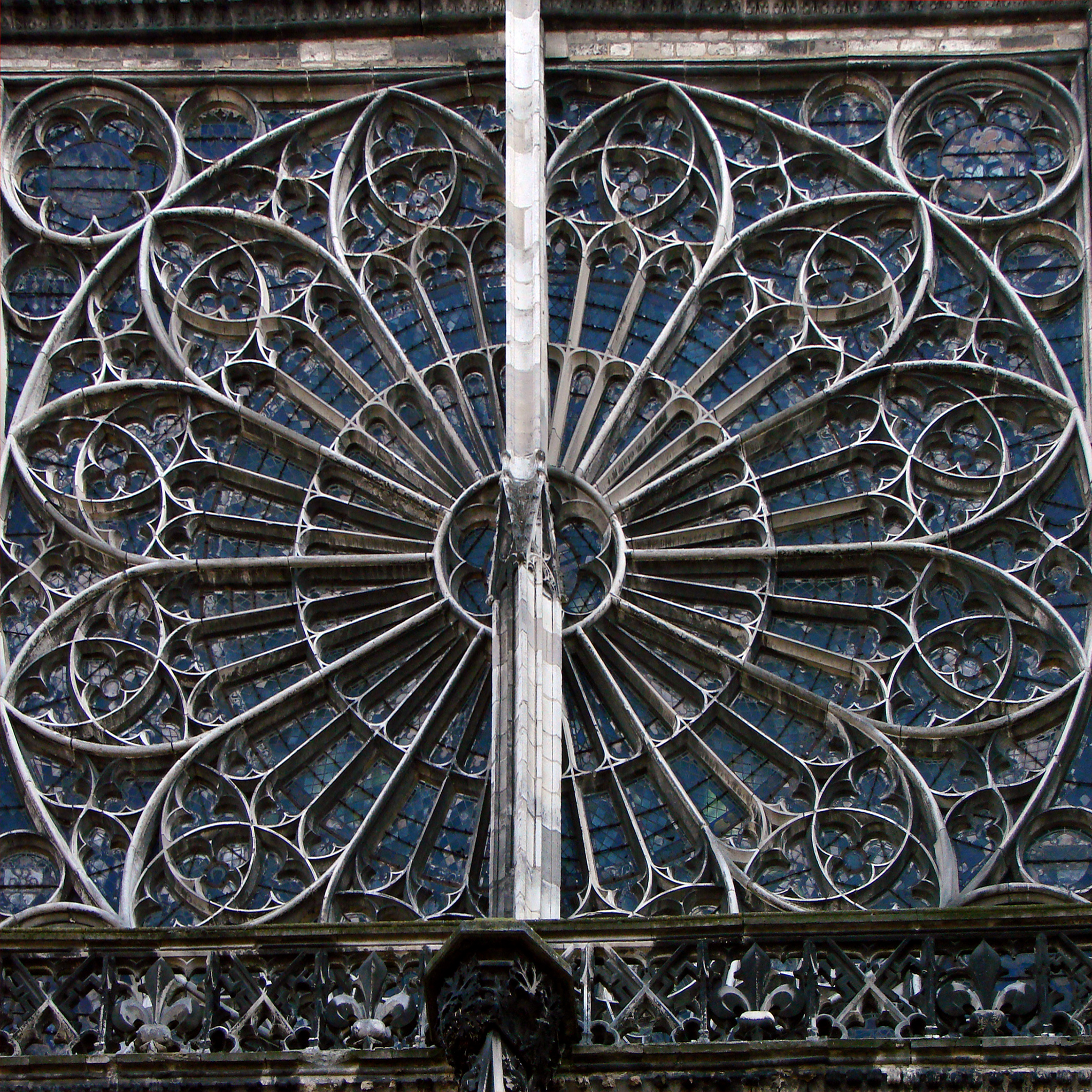
Окно северного трансепта
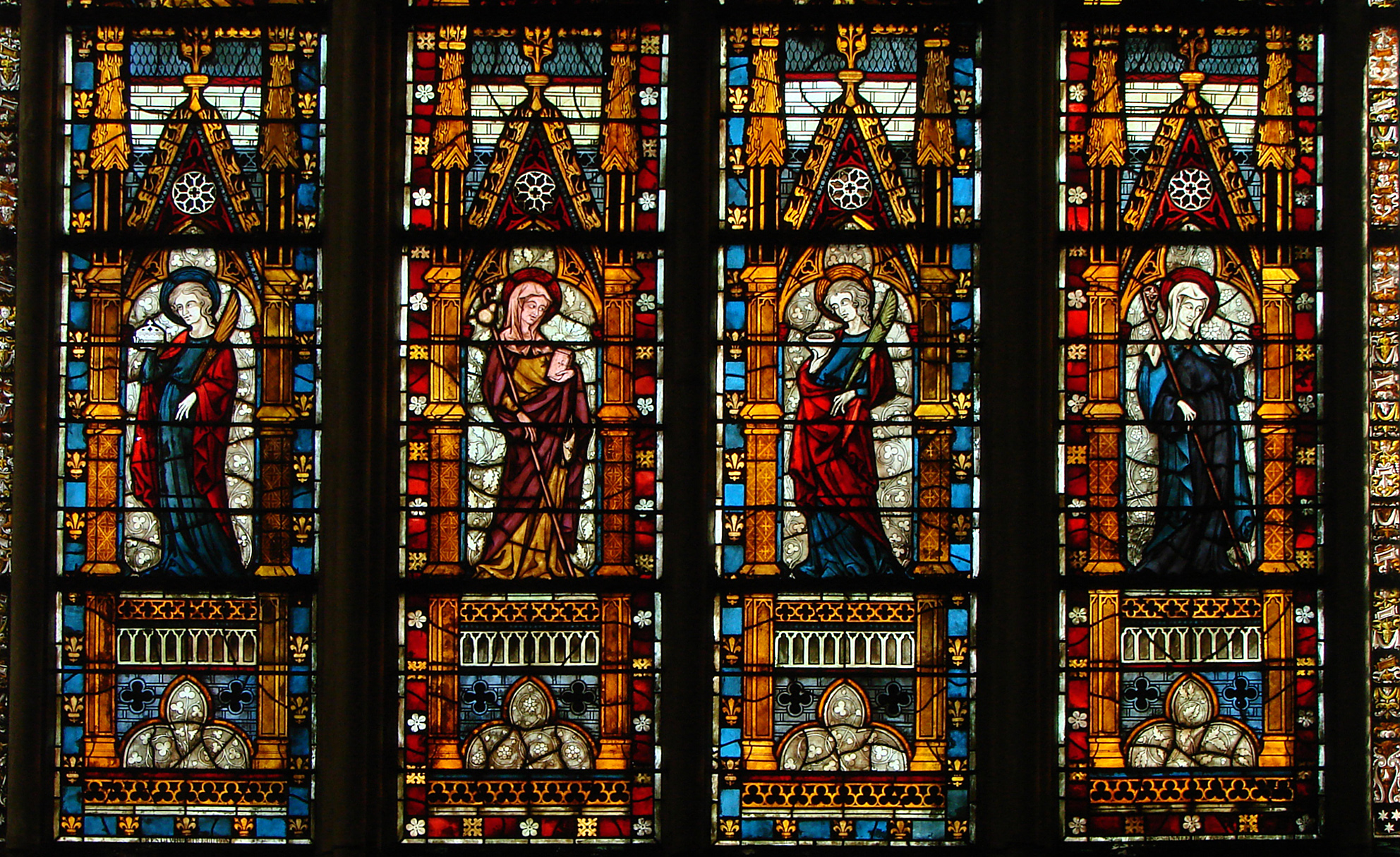
Средневековая мозаика